# Pseašcho
Il monte Pseašcho (in russo Псеашхо?) è un massiccio nella parte occidentale del Gran Caucaso (Territorio di Krasnodar), in Russia. Si trova nel territorio della riserva naturale del Caucaso, a 20 chilometri dal villaggio di Krasnaja Poljana, nel corso superiore del fiume Malaja Laba.
Il Pseašcho è un'unità montuosa complessa con diversi picchi: quello settentrionale è il picco principale, alto 3256 m, il Pseašcho meridionale misura 3251 m, l'Uzlovaja 3196 m, il Sacharnyj Pseašcho 3188 m e il picco occidentale 2899 m. Sul massiccio ci sono 11 ghiacciai la cui area negli ultimi decenni è andata diminuendo.
Ci sono vie di arrampicata sulle singole vette condiversi gradi di difficoltà da 1b a 3b.